# Le Plessis-Dorin
 Le Plessis-Dorin  es una población y comuna francesa, en la región de Centro, departamento de Loir y Cher, en el distrito de Vendôme y cantón de Mondoubleau.

## Demografía
| 659 | 808 | 764 | 836 | 842 | 880 | 832 | 801 | 771 | 806 | 838 | 802 | 816 | 781 | 815 | 827 | 817 | 694 | 756 | 785 | 703 | 737 | 718 | 655 | 596 | 529 | 465 | 361 | 298 | 292 | 218 | 202 |
| Para los censos de 1962 a 1999 la población legal corresponde a la población sin duplicidades (Fuente: INSEE [Consultar]) |     |     |     |     |     |     |     |     |     |     |     |     |     |     |     |     |     |     |     |     |     |     |     |     |     |     |     |     |     |     |     |